# Zsippó
Zsippó Bárdudvarnok községhez tartozó lakott hely Somogy vármegyében. A Zselici Tájvédelmi Körzet határán terül el, Bárdudvarnok központjától 2,5 km-re délre. Fő nevezetessége a madárpark.

## Története
A település az 1828-as összeíráskor még önálló faluként szerepelt. Szakácsi Csorba József Somogy vármegye ismertetése című monográfiájában azonban már így ír róla 1857-ben : « Zsippó, puszta, Szenna és Kadarkut között, gazdag szölőhegyekkel ; 100-nál több lélek van benne, - s Hermannak szép lakháza, fiók a sz.benedek anyaszentegyházhoz. » 2001-ben Bárdudvarnok külterületeként volt nyilvántartva, 14 házzal és 19 állandó lakossal.
A történelem során a falu több néven volt ismert : Öreg-Zsipfalva (1828), Kis-Zsipfalva (1828), Új-Zsippó (1828), Alsó-Zsippó (1892,1900), Felső-Zsippó (1892,1900), Öregzsippó, Zsippópuszta, Zsippó.